# Rio Cristolţel
O Rio Cristolţel é um rio da Romênia, afluente do Someş, localizado no distrito de Sălaj.